# 威尼斯 (洛杉矶)
威尼斯（Venice），又名威尼斯海滩（Venice Beach），是美国加州洛杉矶市西区的一个海滨区域，以运河、海滩和街头艺人著称。洛杉矶早期垮掉的一代诗人和艺术家曾集中于此，因此威尼斯也是该市重要的文化中心。海岸沿岸有長長的自行車道及溜冰步道，海灘行人徒步區聚集了刺青、染布、pizza、穿環、占卜等各種攤販，還有風格各異的街頭表演者。
威尼斯的西南是太平洋，东南是Marina del Rey市，南部和东部是Culver 市，东北方是洛杉矶市的Mar Vista区，北面是圣莫尼卡市。

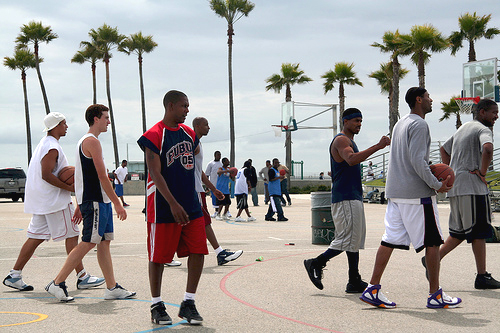

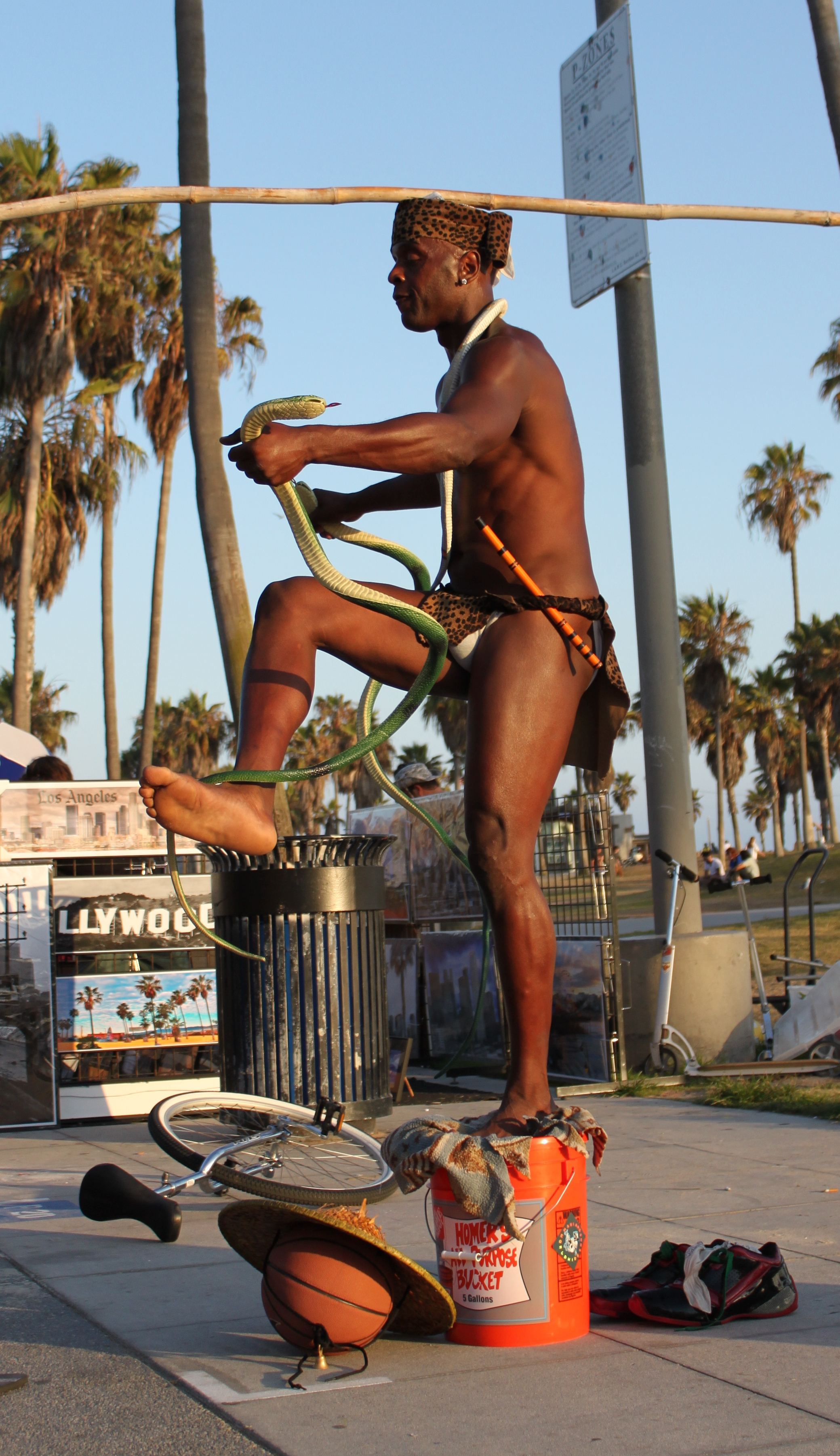